# Wesselin Metodiew

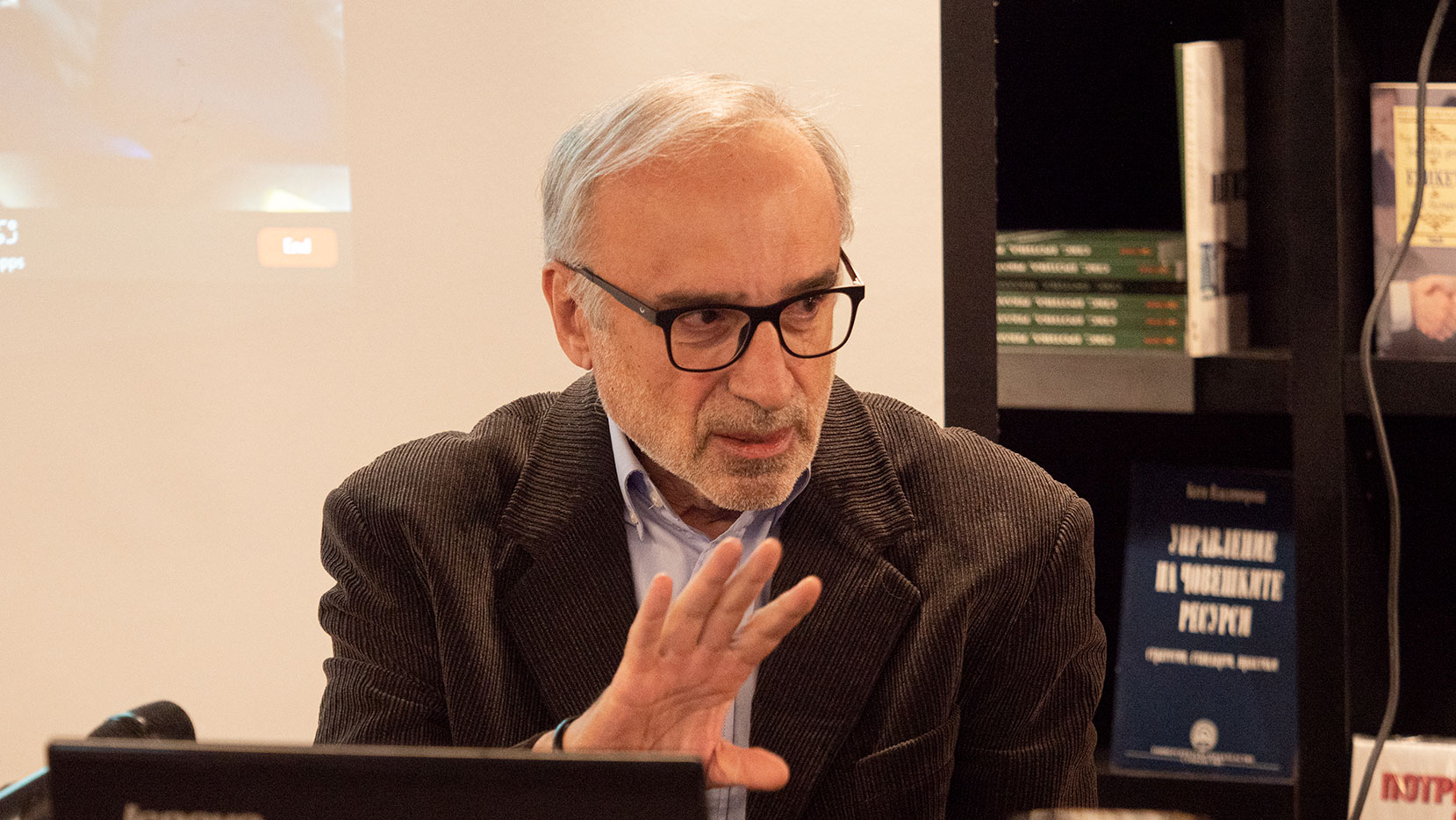
Wesselin Methodiew (2022), während einer Lesung

Wesselin Metodiew Petrow (auch Veselin Metodiev Petrov geschrieben; bulgarisch Веселин Методиев Петров; * 3. November 1957 in Silistra, Bulgarien) ist ein bulgarischer Historiker, mehrfacher Abgeordneter in der Nationalversammlung, Bildungsminister in der Regierung von Iwan Kostow, Dozent und Mitglied des Kuratoriums der Neue Bulgarischen Universität in der bulgarischen Hauptstadt Sofia. Er ist verheiratet und hat einen Sohn.
Seine Forschungsschwerpunkte liegen im Bereich der Geschichte staatlicher Institutionen in Bulgarien, Geschichte des modernen bulgarischen Staates und Europäische Geschichte.

## Leben
Wesselin Metodiew wurde 1957 in der Donaustadt Silistra in Nordbulgarien geboren. Sein Großvater mütterlicherseits stammt aus dem heute nordmakedonischen Tetovo (→ Makedonische Bulgaren). Nach dem Abitur in Silistra, schrieb er sich für ein Studium der Geschichte an der Universität Sofia ein, welches er 1979 abschloss. Nach dem Studium arbeitete er bis 1983 im bulgarischen Staatsarchiv. Ab 1980 war er in der Zentrale Archivverwaltung (Bulg. Главно управление на архивите) tätig, wo er 1990 Abteilungsleiter wurde. 1990 verteidigte er seine Dissertation zum Thema Der Ministerrat im Institutsionengebilde des bulgarischen Staates 1879-1886 (aus dem Bulg. Министерският съвет в институционното изграждане на българската държава 1879-1886 г.).
Nach dem Fall des Kommunismus wurde Metodiew Mitglied der Demokratischen Partei (kurz DP) die Ihrerseits Teil der Vereinten Demokratischen Kräfte (kurz ODS) war. 1992 wurde er von der Regierung von Filip Dimitrow zum Leiter der Zentrale Archivverwaltung ernannt. 1994 wurde Metodiew stellvertretender Rektor der neugegründete Neue Bulgarische Universität (kurz NBU) in Sofia. Bei der Parlamentswahl im selben Jahr wurde er zum Abgeordneter in der bulgarischen Nationalversammlung gewählt und im Jahr darauf stellvertretender Vorsitzender der Demokratischen Partei. Bei der vorgezogenen Parlamentswahl 1997, die von der ODS gewonnen wurden, wurde er erneut als Abgeordneter gewählt. Als die UDK-Regierung unter Ministerpräsident Iwan Kostow gebildet wurde, wurde Metodiew am 21. Mai 1997 zum stellvertretender Ministerpräsident und Bildungsminister ernannt. In dieser Funktion leitete er den Dekommunisierungsprozess in der bulgarische Schulbildung ein. Nach der Regierungsbildung am 21. Dezember 1999, schied Metodiew aus der Regierung aus und kehrte als Abgeordneter im Parlament zurück.
Im März 2000 wurde Wesselin Metodiew zum Vorsitzender des obersten Parteirats der DP und Alexandar Pramatarski zur Vorsitzender der Partei gewählt. Im Jahr darauf verlor Metodiew seinen Posten in der DP zugunsten von Pramatarski. Als 2004 eine Abgeordnetergruppe um Iwan Kostow sich von der Union der Demokratischen Kräften (kurz UDK) abspaltete und die Partei Demokraten für ein starkes Bulgarien (kurz DSB) gründete, verließ Metodiew die DP und wurde stellvertretender Vorsitzender der DSB. Bei der Parlamentswahl 2005 wurde er zum Parlamentarier aus dem 25. Wahlkreis in Sofia gewählt, der zu den bevölkerungsreichsten des Landes zählt. Im Parlament war er Mitglied des Budget-, und Finanzausschusses und Vorsitzender des Ausschusses für Frage zur Staatsverwaltung.
2006 wurde Metodiew vom DSB als Kandidat für die bevorstehende Präsidentschaftswahl nominiert, erhielt jedoch nicht die notwendige Unterstützung von den anderen Parteien der Blauen Koalition, welche sich hinter Nedeltscho Beronow sammelten, der letztendlich auch als gemeinsamen Kandidaten von der DSB akzeptiert wurde.
Bei der Parlamentswahl 2009 wurde er von der Liste der Blaue Koalition im 24. Wahlkreis in Sofia zum Abgeordneter gewählt und war in der Folge Mitglied in den parlamentarischen Ausschüssen für Rechtsfragen und Bildung, Sport und Jugend sowie der Bulgarien-Großbritannien Parlamentariergruppe.
Seit 26. Mai 2000 ist Wesselin Metodiew Mitglied des Kuratoriums der NBU, seit 2011 Dozent für Geschichtsphilosophie, Geschichte des modernen bulgarischen Staates und seine Institutionen sowie Europäische Geschichte und seit 2019 Honorarprofessor dort. 2019 wurde er mit der Auszeichnung Christo Danow in der Kategorie Humanismus für seine Monographie Ein sehr guter Mensch: Konstantin Stoilow und die politische Tugend (bulgarisch Един много добър човек: Константин Стоилов и политическата добродетел) vom bulgarischen Kulturministerium geehrt.

## Schriften (Auswahl)
Monographien
- (1990, Dissertation) Der Ministerrat im Institutsionengebilde des bulgarischen Staates 1879-1886 (aus dem Bulg. Министерският съвет в институционното изграждане на българската държава 1879-1886 г.)
- (1999) Der Ministerrat in Bulgarien. Anfang 1879-1886 (aus dem Bulg. Министерският съвет в България. Началото 1879-1886 г.)
- (1999) 120 Jahre Ministerrat in Bulgarien, (aus dem Bulg. 120 години Министерски съвет в България, съавтор и съставител), Co-Autor und Herausgeber
- (2016) Die Verfassungsdebatte im bulgarischen Parlament im 19. Jahrhundert (aus dem Bulg. Конституционният дебат в българския парламент през ХІХ век)
- (2019) Ein sehr guter Mensch: Konstantin Stoilow und die politische Tugend (aus dem Bulg. Един много добър човек: Константин Стоилов и политическата добродетел)

Dokumentensammlungen
- (1987) Bulgarische Staatsinstitutionen 1879-1986 (aus dem Bulg. Българските държавни институции 1879-1986 г.), Co-Autor und Herausgeber
- (1990) Bulgarische Verfassungen und Verfassungsprojekte (aus dem Bulg. Българските конституции и конституционни проекти)
- (2004) Die Konstituierende Versammlung, Quellen und Kommentare (aus dem Bulg. Учредителното събрание, извори и коментари), Co-Autor und Herausgeber